# Eberhard Marx (Designer)

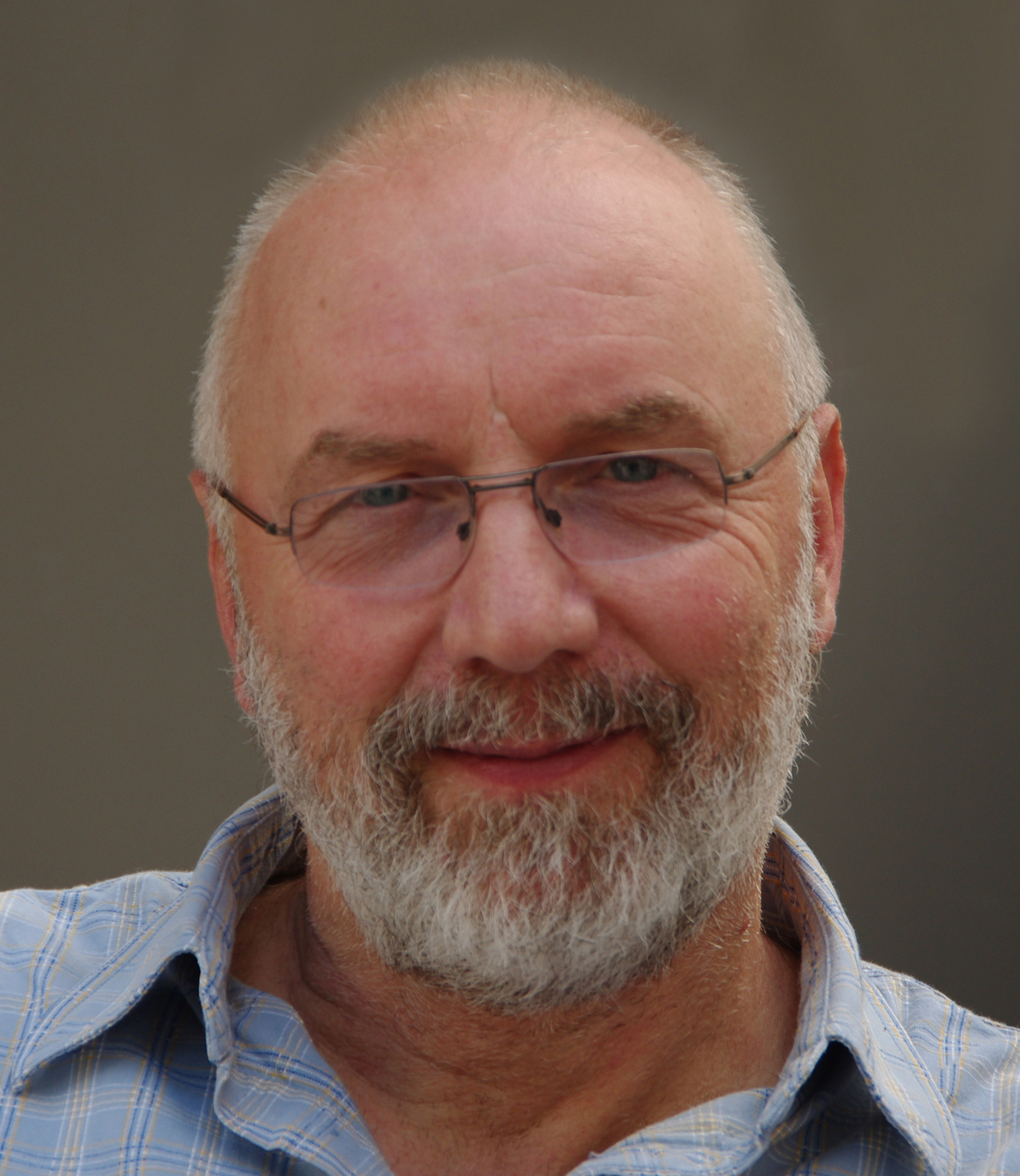
Eberhard Marx, 2014

Eberhard Marx (* 5. Oktober 1951 in Dresden) ist ein deutscher Designer, Maler und Grafiker. Er ist Mitglied im BBK Rheinland-Pfalz.

## Leben und Wirken

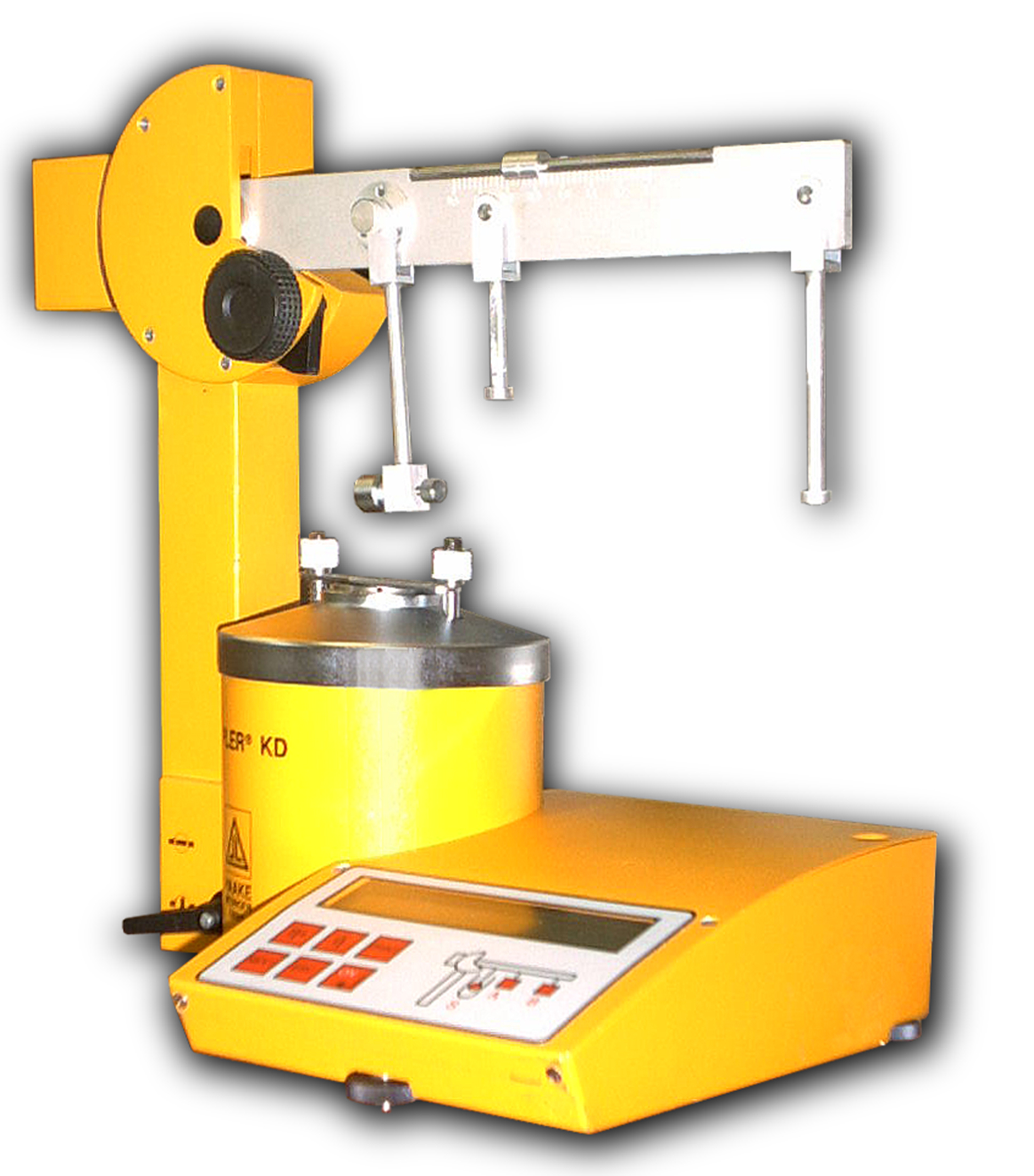
Laborviskosimeter, 1993, Design von Eberhard Marx, ausgezeichnet mit dem „Sächsischen Staatspreis für Produktdesign“ 1993 und vom Rat für Formgebung/German Design Council mit einer Anerkennung zum Bundespreis Produktdesign 1994

Nach Lehre und Arbeit als Schiffselektriker absolvierte er ab 1983 ein Studium an der Fachschule für angewandte Kunst Heiligendamm. Nach Abschluss als Designer 1986 war er in der Industrie in leitender Funktion tätig (VEB Solidor Dresden, VEB Designprojekt Dresden – später Designprojekt GmbH Dresden). Ein Fernstudium von 1987 bis 1993 an der Hochschule für industrielle Formgestaltung/Burg Giebichenstein Hochschule für Kunst und Design Halle bei Winfried Baumberger mit dem Abschluss als Diplom-Designer schloss sich an.
Danach übte er eine Tätigkeit als Designer und Mitinhaber eines Designbüros in Dresden aus. Einige seiner Arbeiten wurden mit nationalen Preisen (u. a. Designpreis der Bundesrepublik Deutschland, Sächsischer Staatspreis für Design) und internationalen Designpreisen (Preis des KIDP Republik Korea) ausgezeichnet.
Seit der Trennung von der Designprojekt GmbH Dresden im April 2002 ist er ausschließlich selbständig tätig. Seit 2005 lebt und arbeitet Marx als Designer, Maler und Grafiker in Rheinland-Pfalz. Er beteiligt sich regelmäßig mit Produkten und Gemälden an nationalen und internationalen Ausstellungen. Seit 2013 ist er hauptsächlich als Maler und Grafiker tätig. Mit seinen Arbeiten ist er in Galerien im In- und Ausland präsent.

## Auszeichnungen
Eberhard Marx erhielt für sein Designentwicklungen zahlreiche Preise und Auszeichnungen. Dazu zählen:
- Designpreis der Bundesrepublik Deutschland 1994
- Sächsischer Staatspreis für Design 1992, 1993, 1994, 1995
- Red dot award (Designzentrum NRW) 1994, 2004
- Industrieforum Design Hannover 1992, 1996
- Design Center Stuttgart 1992
- Designpreis Thüringen 1994
- Certificate of Appreciation KIDP Südkorea 1995, 1996

## Ausstellungen
| - INFORM 1992 Dresden - NEUE LÄNDER, NEUE WEGE 1994 Leipzig/Berlin/Brüssel/Rotterdam - THE EAST GERMAN TAKE OFF 1994 Chicago/New York, San Francisco, 1995 Toronto - BUNDESPREIS PRODUKTDESIGN 1994 Frankfurt, Dresden, Schwerin, Kiel - Designausstellung der Sächsischen IHK 1996 Dresden - Ausstellung in der Agora Gallery New York „Contemporary German Art: The New York Experience“ 2011 - Sperlgalerie Potsdam 2015 - Kunstmesse „Art Stuttgart“ 2016 - Biennale Architettura Venedig „Senza Terra“ 2016 - BBK Kunstausstellung in Worms, „Anderland“ 2016 - Ausstellung in Schneiden-Gemünd „Nachtwandler“ 2016 - Sperlgalerie Potsdam, „Kleine Formate XXL“, 2017 - Kunstmesse „Kölner Liste“ 2017 - Ausstellung in Nettersheim, „Landfahrer“, 2017 - Sperlgalerie Potsdam, „Vorspiel“, 2017 - Villa Varsetti, Italien „7. Bienale Internationale di Art Visite“, 2018 - Mussbach/Neustadt an der Weinstraße, „art-imaginär 2018“ - Kunstmesse Frankfurt/a.M. „Discovery art fair“, 2018 - Sperlgalerie Potsdam, „Neue Arbeiten von Künstlern der Galerie“, 2018 - Galerie Horster Bonn, „Neujahrsempfang“, 2019 - Rathaus Ringen/Grafschaft Spendenausstellung für die Geschädigten der Ahrflut 2021 - Sperlgalerie Potsdam, „Neue Arbeiten von Künstlern der Galerie“ 2022 - Jahresausstellung der "MKG München",2022 - Ausstellung der Gewinner des "ARTBOXY AWARTS", Lelie Galerie Amsterdam 2022 - Ausstellung "Hybrid" in der Galerie 4614 Marchtrenk 2023 | - Dresden 2001 - Lauta 2002 - Dresden 2003 - Dresden 2004 - Bad Breisig 2007 - Remagen 2007 - Bad Neuenahr/Ahrweiler 2008 - Bonn 2009 - Bad Neuenahr/Ahrweiler 2010 - Remagen Hand in Hand Galerie 2011 - Remagen Hand in Hand Galerie 2012 - Remagen, Galerie Rosemarie Bassi 2013 - Mainz 2014 - Remagen, Galerie Rosemarie Bassi 2015 - Kunstmesse des BBK Sachsen, Dresden 2017 - Swakobmund, Namibia, „Fine Art Gallery“ 2018 - Potsdam, Sperlgalerie 2019 - Kunstmesse des BBK Sachsen, Dresden 2020 - Ausstellung im Rathaus Ringen/Grafschaft 2023 |

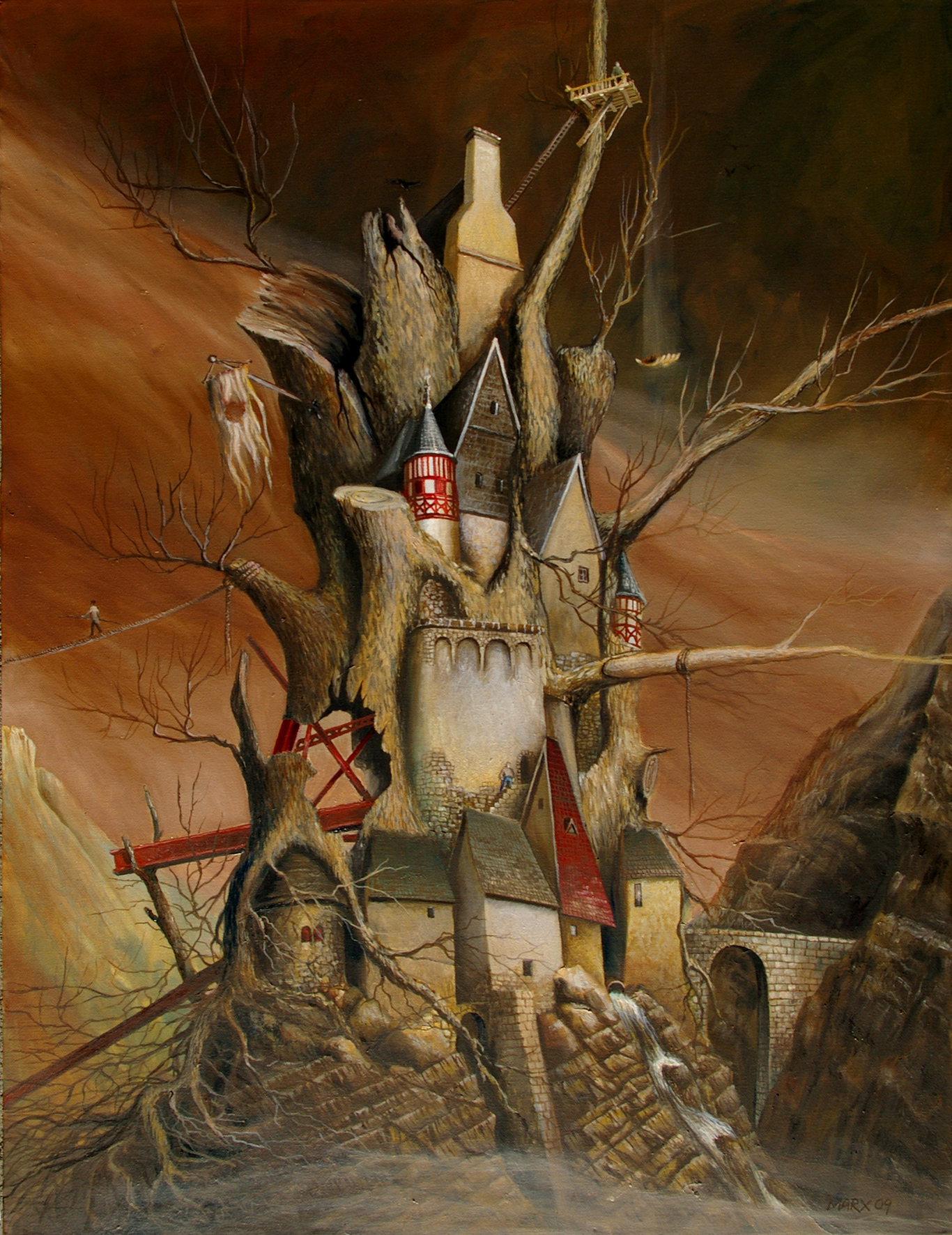
Befindlichkeiten, 2009
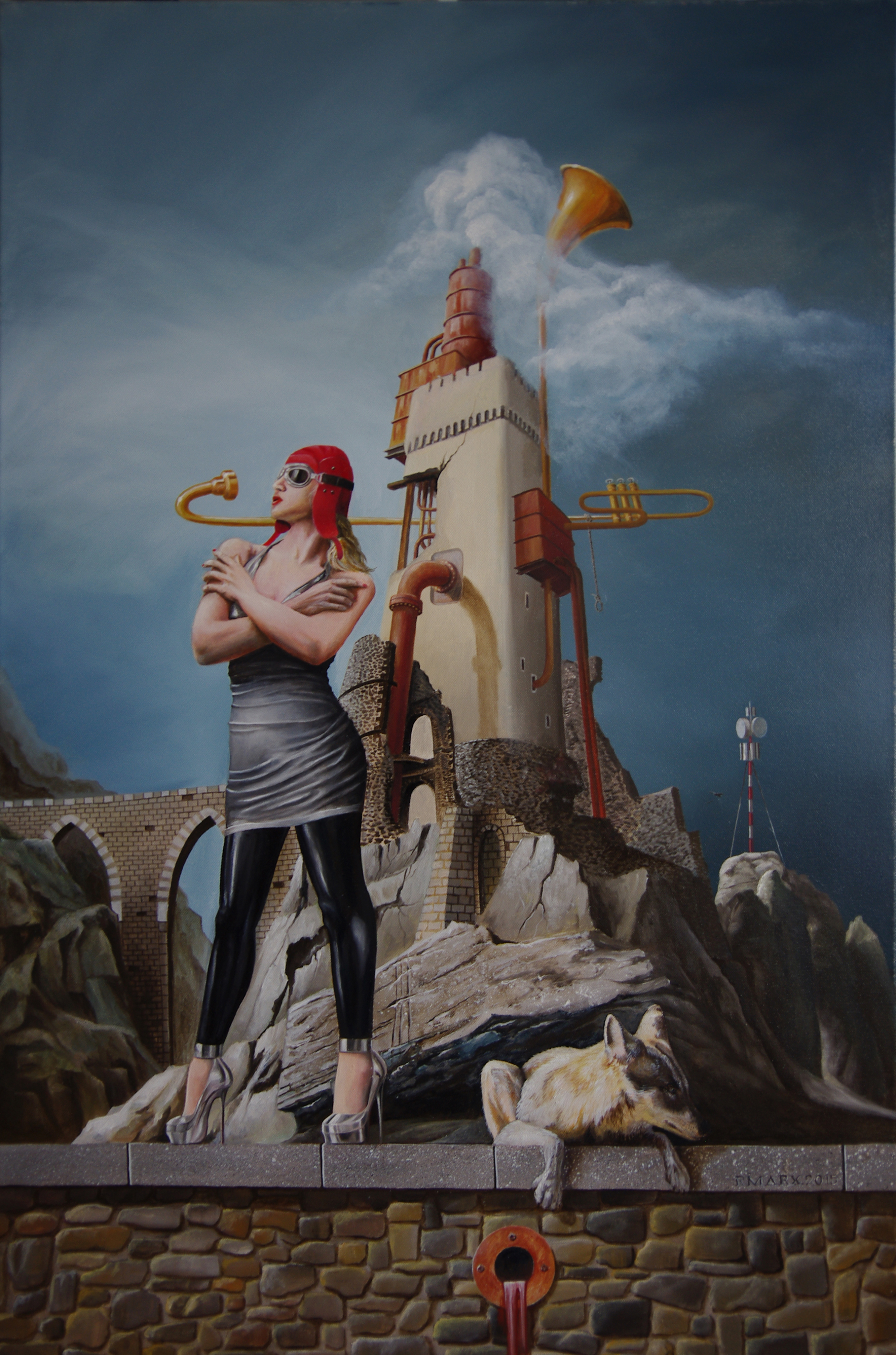
Rotkäppchens Hausmusik, 2015
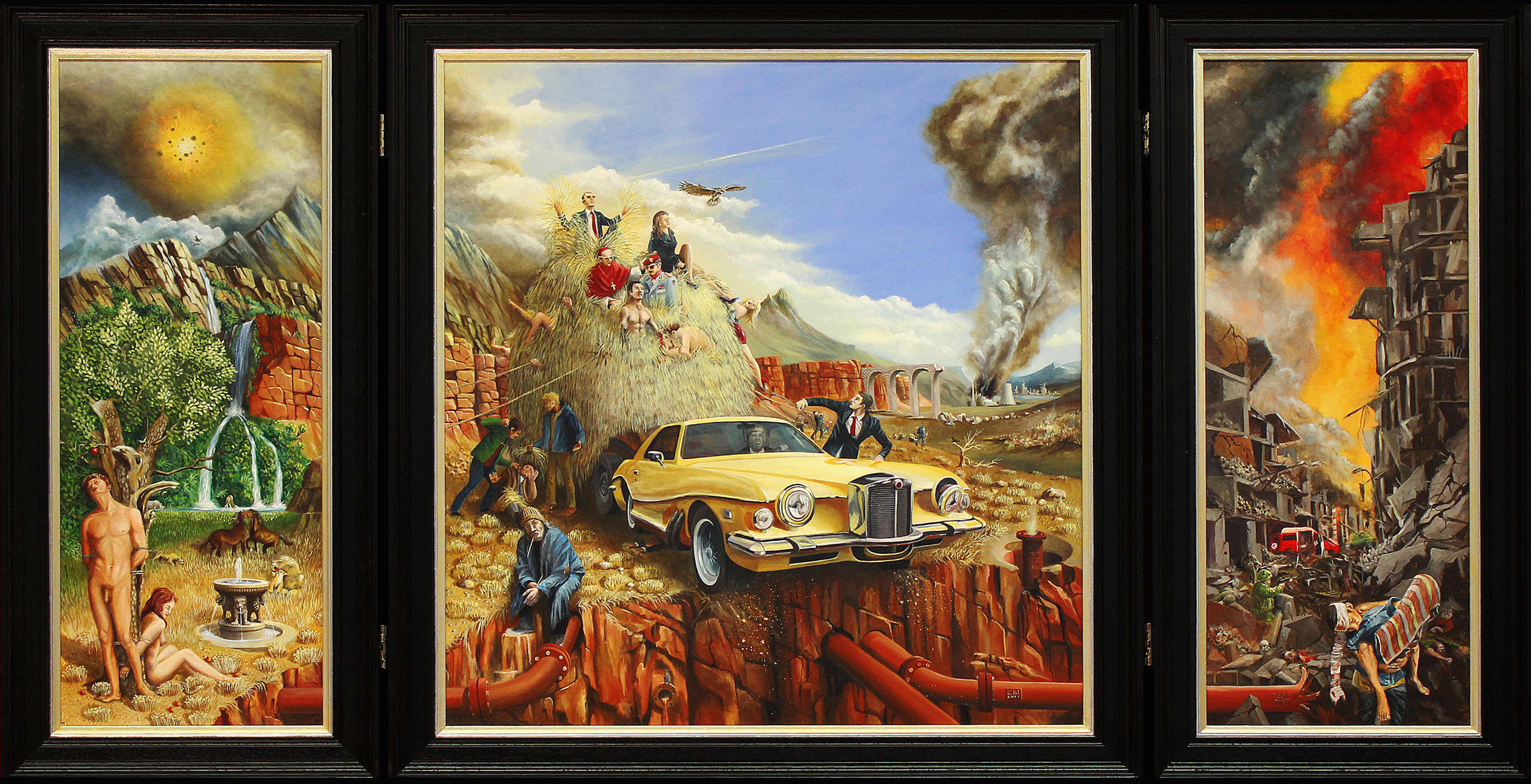
Triptychon – Der Heuwagen, 2018